# Gouvernementgebäude (Magdeburg)

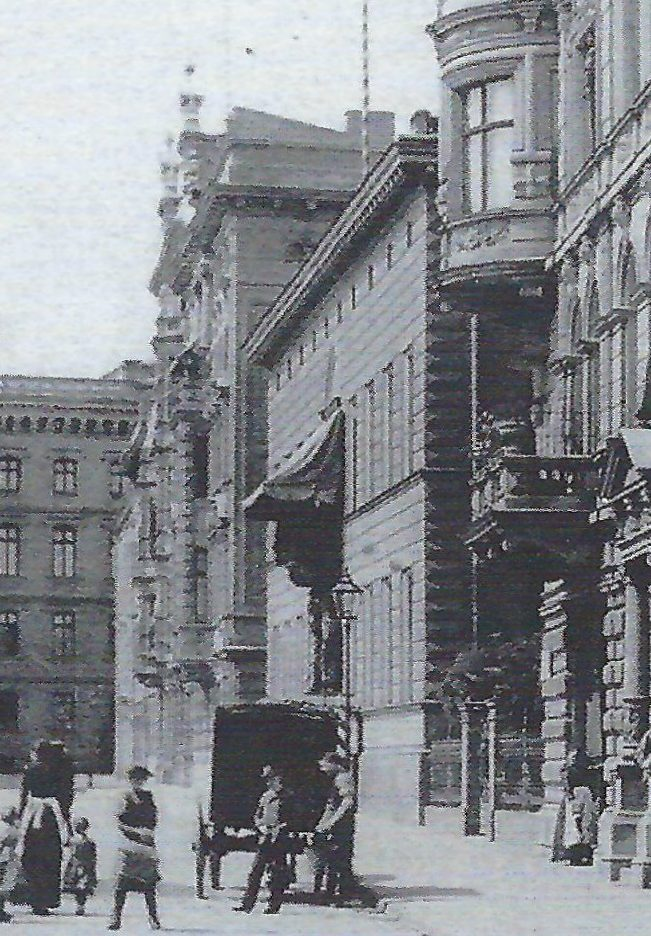
Gouvernementgebäude an der Fürstenwallstraße, Anfang der 1890er Jahre

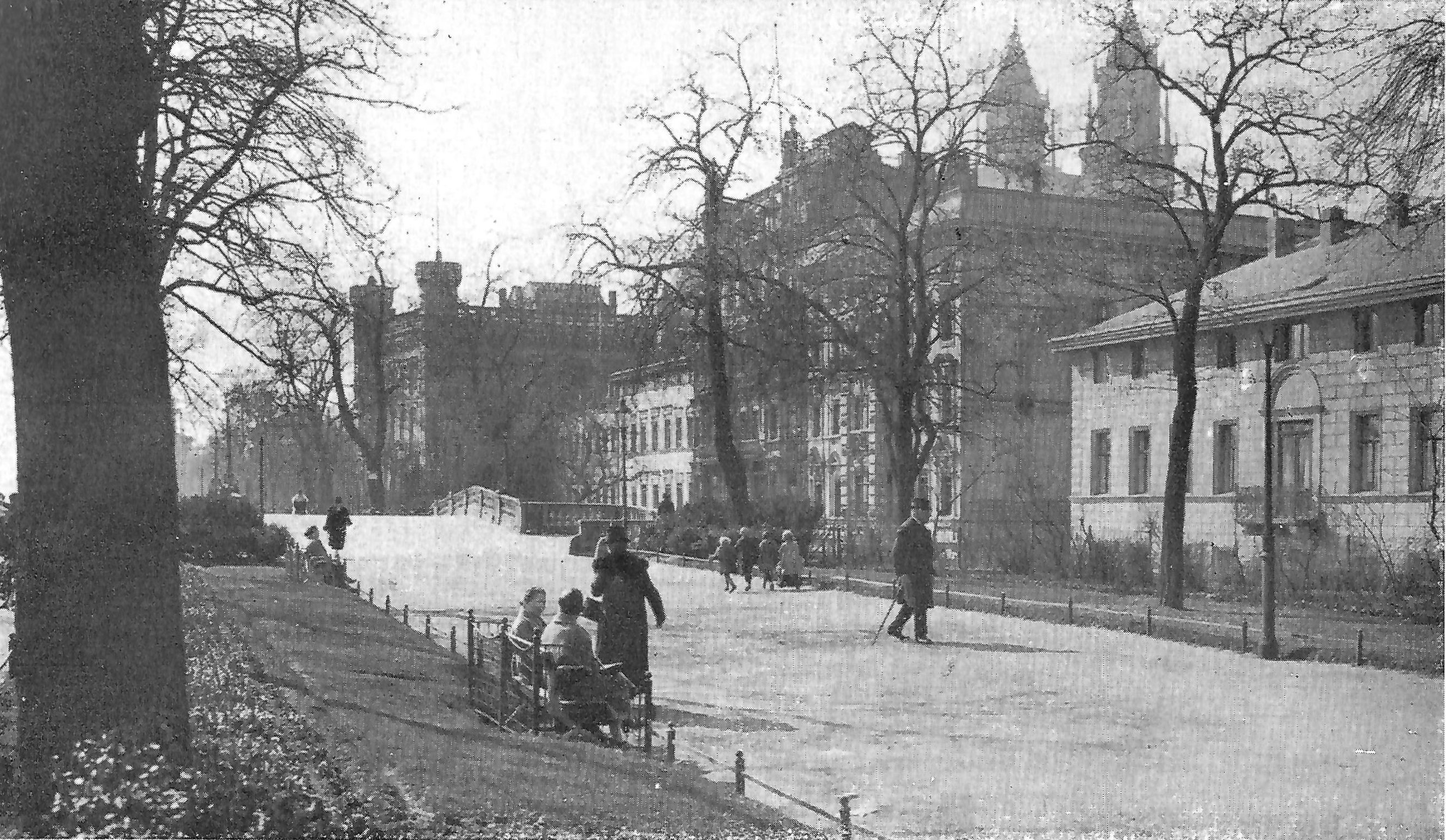
Gouvernementgebäude (rechts im Bild), Blick vom nördlichen Teil des Fürstenwalls in den 1920er Jahren

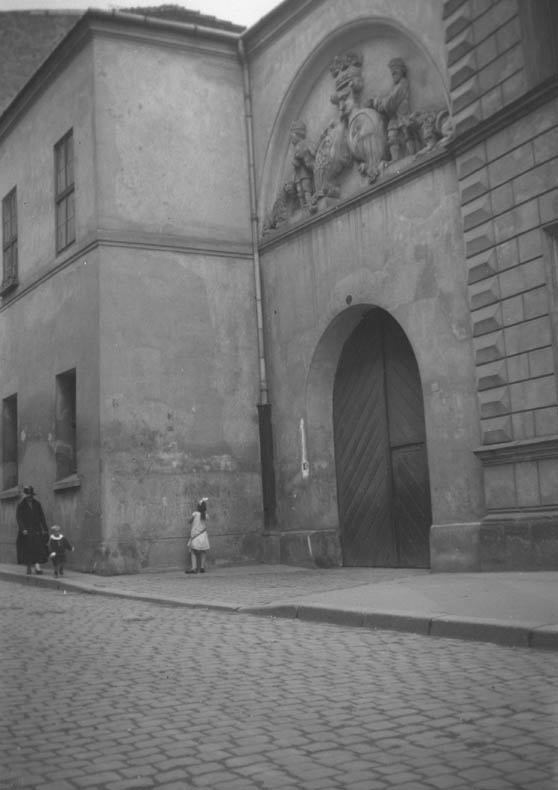
Blick von Südwesten auf Teile der südlichen Fassade an der Gouvernementsstraße, Aufnahme von Berit Wallenberg aus dem Jahr 1927

Unterschrift Heinrich von Randows

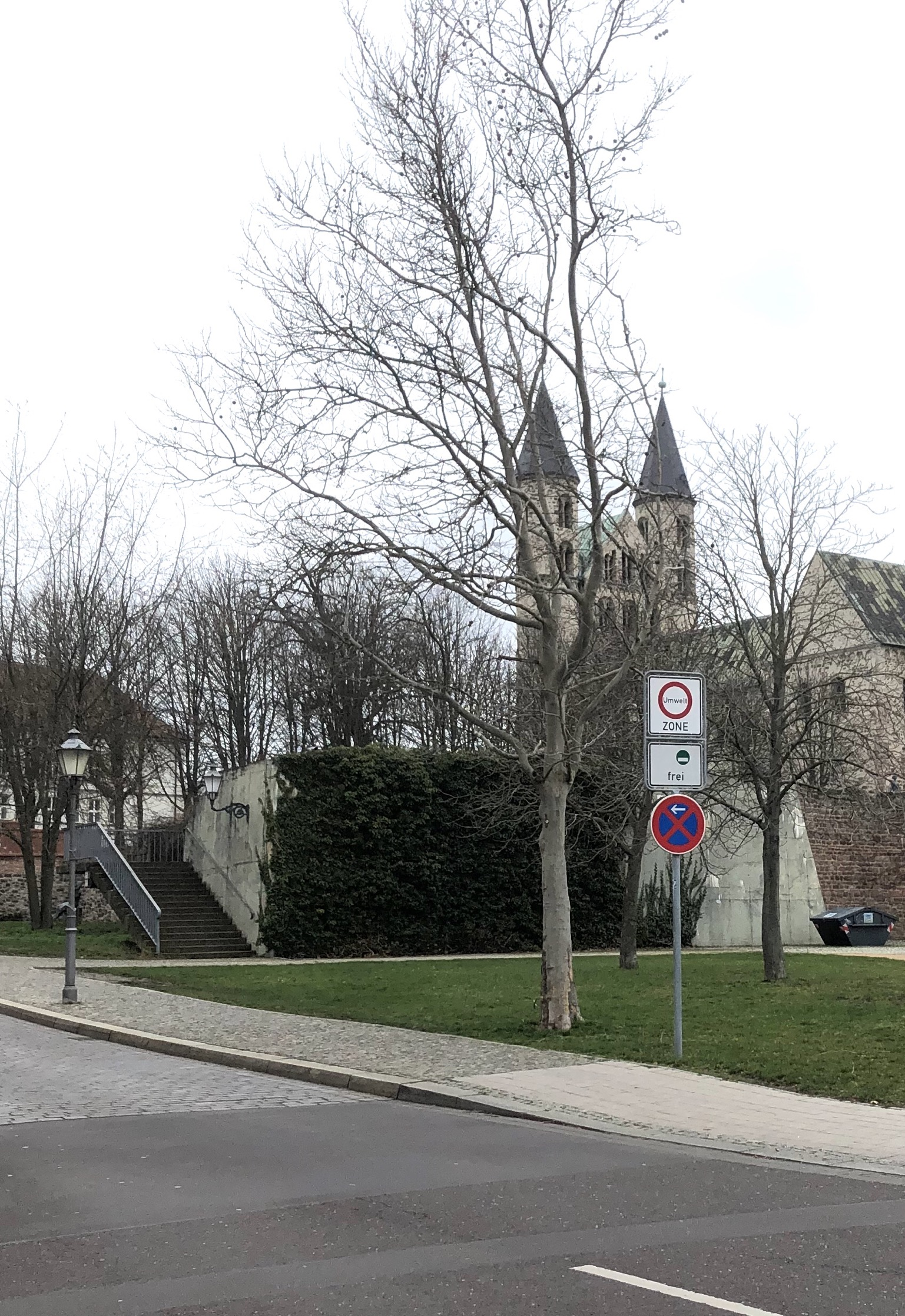
2020, gleicher Blick wie 1927

Das Gouvernementgebäude war der Sitz der Gouverneure in Magdeburg im heutigen Sachsen-Anhalt. Das Gebäude wurde während des Zweiten Weltkriegs zerstört.

## Lage
Es befand sich in der Magdeburger Altstadt an der Nordwestecke der Kreuzung der Gouvernementstraße, der heutigen Straße Gouvernementsberg mit der Fürstenwallstraße an der Adresse Gouvernementstraße 1. Heute (Stand 2020) befindet sich dort eine Parkanlage.

## Architektur und Geschichte

### Vorgängergebäude
In der Zeit um 1260 wurde das Grundstück vom Kloster Unser Lieben Frauen dem Bischof von Brandenburg überlassen. Es wurde als Kurie genutzt und gelangte nach 1351 an das Domkapitel Magdeburg. In der Kurie befand sich die Kapelle St. Georgii. Der Domherr Bertram von Veltheim ist im Jahr 1413 Besitzer der Kurie, 1447 dann der Domherr Petrus von Werder, 1515 Domherr Sebastian von Plotho und 1600 Domherr von Arnim. Im Jahr 1619 ist der Domvogt und weltliche Richter Heinrich von Randow verzeichnet.
Die Stadt Magdeburg hatte, nach der weitgehenden Zerstörung der Stadt im Jahr 1631, die das Gebäude wohl überstanden hatte, das Anwesen 1636 von den Erben des 1621 verstorbenen von Randow gemietet und hier das Rathaus untergebracht. In einer Erwähnung des Anwesens im Jahr 1642 wird das Gebäude jedoch bereits wieder als Randauischer Hof bezeichnet. Im Jahr 1668 lebte der mit einer von Randau verheiratet Ernst von Staupitz hier. Seine Erben überließen das Anwesen dann 1671 dem Domprediger Friedrich Wilhelm Leyser. Leyser selbst hatte aber bereits das in der Nähe befindliche Dompredigerhaus erworben. Es wird davon ausgegangen, dass er dort lebte, während hier der zweite Domprediger lebte. Euphrosyne Elisabeth Leyser, eine Tochter Leysers, heiratete den Kaufmann Konrad Siebert, der dann bis 1699 Eigentümer des Grundstücks war. 

### Gouverneurssitz
Für 1200 Taler erwarb es der Oberst und spätere General Kaspar Friedrich von Lemath. Zu diesem Zeitpunkt umfasste das Anwesen ein Groß- und ein Kleinwohnhaus. Von Lemath errichtete auf dem Grundstück einen Neubau, der auch die benachbarten Anwesen Gouvernementstraße 1b und 2a umfasste. Am Gebäude befand sich seitdem das Wappen der Familie Lemath. Die Witwe Lemaths schloss 1716 einen Tauschvertrag mit dem preußischen Staat. Sie übernahm das Grundstück Breiter Weg 204, während das Gouvernement das bisherige Lemathsche Gebäude übernahm. Es diente nun als Sitz der Magdeburger Gouverneure, als erster bezog es Leopold von Anhalt-Dessau.
Westlich des Hauses verlief der heute nicht mehr erhaltene nördliche Teil des Fürstenwalls, zu dem von jeder der beiden Etagen des Hauses eine Brücke führte. Im Jahr 1754 galt das Gebäude als baufällig und es wurde ein Kostenvoranschlag zur Reparatur eingefordert. 1755 erhielt der neue Gouverneur Ferdinand von Braunschweig den Voranschlag. Er ließ das Haupthaus für 6000 Taler herrichten und baute auch das Hinterhaus in massiver Bauweise.
Während des Siebenjährigen Kriegs lebte die Königin von Preußen mitsamt ihrem Gefolge im Haus. Hausherr war der Vize-Gouverneur, der Erbprinz von Hessen-Kassel. 1766 wurde Friedrich Christoph von Saldern Gouverneur. Gouverneur von Kalckstein ließ am Gebäude 1798 wieder größere Reparaturarbeiten vornehmen. Im Jahr 1806 wohnte Königin Luise im Haus.
Zumindest in den 1910er Jahren bestand eine militärische Nutzung. Es war hier das Königliche Garnisonskommando und das Geschäftszimmer der 13. Infanterie-Brigade eingerichtet. Außerdem wohnte Generalmajor Georg von Schüßler im Haus. In den 1930er Jahren gehörte das Haus weiterhin dem preußischen Staat. Im Gebäude war die Hochbauverwaltung, das preußische Staatshochbauamt und die Landesplanungsgemeinschaft Provinz Sachsen - Land Anhalt, Bezirksstelle Magdeburg untergebracht. Im Gartenhaus wohnten zwei Witwen.
Während des Zweiten Weltkriegs wurde das Gebäude zerstört. Das Gelände wurde zum Teil einer Parkanlage umgestaltet.